# Кутерем
Кутере́м (рос. Кутерем, башк. Күтәрем) — село у складі Калтасинського району Башкортостану, Росія. Входить до складу Кельтеївської сільської ради.
Населення — 1081 особа (2010; 1141 у 2002).
Національний склад:
- росіяни — 55 %